# Taboo (serie fílmica)
Taboo es el nombre de la serie de películas pornográficas donde la característica son las escenas de incesto. El primero de los filmes fue protagonizado por Kay Parker y dirigido por Kirdy Stevens.

## Premios
| año  | Premio            | Categoría                               | Actor/Actriz             | Película             |
| ---- | ----------------- | --------------------------------------- | ------------------------ | -------------------- |
| 1985 | AFAA Award        | Mejor Actriz                            | Gloria Leonard           | Taboo American Style |
| 1985 | AFAA Award        | Mejor Director                          | Henry Pachard            | Taboo American Style |
| 1985 | AFAA Award        | Mejor Film                              |                          | Taboo American Style |
| 1985 | AFAA Award        | Mejor Actor Secundario                  | John Leslie              | Taboo 4              |
| 1985 | CAFA Award        | Mejor Actriz                            | Gloria Leonard           | Taboo American Style |
| 1985 | CAFA Award        | Mejor Director                          | Henry Pachard            | Taboo American Style |
| 1985 | CAFA Award        | Mejor Film                              |                          | Taboo American Style |
| 1985 | CAFA Award        | Mejor Actor Secundario                  | Jose Duval               | Taboo American Style |
| 1985 | XRCO Award        | Mejor Actriz                            | Gloria Leonard           | Taboo American Style |
| 1985 | XRCO Award        | Mejor Director                          | Henry Pachard            | Taboo American Style |
| 1985 | XRCO Award        | Mejor Screenplay                        |                          | Taboo American Style |
| 1987 | AVN Award         | Mejor Total Sexual Content - Film       |                          | Taboo 4              |
| 1987 | XRCO Award        | Mejor Actriz Secundaria                 | Amber Lynn               | Taboo 5              |
| 1989 | AVN Award         | Mejor Music - Film                      |                          | Taboo 6              |
| 2002 | AVN Award         | Mejor Anal Sex Scene - Film             | Nicole Sheridan & Voodoo | Taboo 2002           |
| 2002 | AVN Award         | Mejor Overall Marketing Campaign - Film |                          | Taboo 2002           |
|      | XRCO Hall of Fame | induction                               |                          | Taboo                |
|      | XRCO Hall of Fame | induction                               |                          | Taboo American Style |